# Ханаков, Николай Васильевич
Николай Васильевич Ханаков  (28 ноября 1928 — 19 апреля 2006) — передовик советского сельского хозяйства, тракторист колхоза «Новый быт» Минусинского района Красноярского края, Герой Социалистического Труда (1948).

## Биография
Родился в 1928 году в селе Новотроицкое, Минусинского района, Красноярского края, в крестьянской семье.
В самом начале Великой Отечественной войны вся техника, которая находилась в колхозе "Новый быт" была мобилизована для нужд Красной Армии. Из сельхозтехники в хозяйстве остался старенький комбайн "Коммунар", на котором пятнадцатилетний Николай Васильевич стал работать на земле. Так проработал всю войну.
После окончания войны в колхозе стали создавать звенья и бригады по выращиванию зерновых. Одно из таких звеньев стал возглавлять Н.В.Ханаков. За ними закрепили 22 гектара земли, которые нужно было вспахать, посеять и убрать урожай. Все работы производились с использованием лошадей. В 1947 году звено получило небывалый для этих мест урожай 31,41 центнера пшеницы с гектара.     
Указом Президиума Верховного Совета СССР от 7 января 1948 года за достижение высоких показателей в производстве продукции сельского хозяйства и высокие урожаи зерновых Николаю Васильевичу Ханакову было присвоено звание Героя Социалистического Труда с вручением ордена Ленина и медали «Серп и Молот». 
В конце 1990 году вышел на заслуженный отдых. Отработал 48 лет в одном колхозе.  
Проживал в родном селе. Умер 19 апреля 2006 года.

## Награды
За трудовые и боевые успехи был удостоен:
- золотая звезда «Серп и Молот» (07.01.1948)
- орден Ленина (07.01.1948)
- другие медали.
- Почётный гражданин Минусинского района (1994)